# Bronsalamanders
Bronsalamanders (Gyrinophilus) zijn een geslacht van salamanders uit de familie longloze salamanders (Plethodontidae). De groep werd voor het eerst wetenschappelijk beschreven door Edward Drinker Cope in 1869.
Er zijn vier soorten die voorkomen in Noord-Amerika en leven in de landen de Verenigde Staten en Canada. Veel soorten worden relatief groot tot meer dan 20 centimeter. Alle soorten zijn bewoners van beekjes en vooral van grotten. Sommige soorten zijn neoteen.

## Taxonomie
Geslacht Gyrinophilus
- Soort Gyrinophilus gulolineatus
- Soort Gyrinophilus palleucus
- Soort Gyrinophilus porphyriticus
- Soort Gyrinophilus subterraneus